# Estación de Strasbourg - Saint-Denis
Strasbourg - Saint-Denis es una estación del metro de París situada en el límite de los distritos II, III y X. Pertenece a las líneas 4, 8 y 9.

## Historia
La estación fue inaugurada con la llegada de la línea 4 el 21 de abril de 1908 bajo el nombre de Boulevard Saint-Denis. El 5 de mayo de 1931, la llegada de la línea 8 supuso un cambio de denominación que la llevó a adoptar su nombre actual. Poco después, el 10 de diciembre de 1933, se abriría la estación de la línea 9.
La estación está situada en pleno bulevar Saint-Denis la estación debe su nombre a dos ciudades francesas: Estrasburgo y Saint-Denis. Saint-Denis, en español Dionisio de París, fue también el primer obispo de la ciudad.

## Descripción

### Estación de la línea 4
La estación se compone de dos andenes laterales de 90 metros de longitud y de dos vías. Debido a la escasa profundidad del trazado de la línea 4 en este tramo no está diseñada en bóveda y usa un techo metálico formado por tramos semicirculares y sostenido por numerosas vigas de acero para cubrir la estación. Las paredes verticales están revestidas de azulejos blancos planos, sin biselar. 
La iluminación es de estilo Motte y se realiza con lámparas resguardadas en estructuras rectangulares de color azul que sobrevuelan la totalidad de los andenes no muy lejos de las vías.
La señalización por su parte usa la moderna tipografía Parisine donde el nombre de la estación aparece en letras blancas sobre un panel metálico de color azul. Por último, los asientos de la estación son azules, individualizados y de tipo Motte.

### Estación de la línea 8
La estación se compone de dos andenes laterales de 105 metros de longitud y de dos vías. A diferencia de la anterior está diseñada en bóveda elíptica revestida completamente de los clásicos azulejos blancos biselados del metro parisino. La bóveda dispone de un apoyo central para favorecer la estabilidad de la estructura en este tramo de la red que comparten las líneas 8 y 9.
Emplea su misma iluminación y su misma señalización. La línea 8, por su parte, la zona de asiento, de estilo Motte, combina una larga y estrecha hilera de cemento revestida de azulejos verdes que sirve de banco improvisado con algunos asientos individualizados del mismo color que se sitúan sobre dicha estructura.

### Estación de la línea 9
La construcción a la par de las líneas 8 y 9 hace que esta estación disponga también de una pared central entre las dos vías que sirve de apoyo a la estructura. En este caso se trata de una pared vertical dado que el diseño no es en bóveda como en la estación de la línea 8. Está revestida de azulejos blancos planos, sin biselar y usa la misma señalización, iluminación y tipo de asiento que la estación anterior. Donde también difiere es en su techo dado que este es un techo de hormigón.

## Accesos
La estación de metro tiene siete accesos. Todos ellos en el bulevar Saint-Denis menos uno que está en el bulevar Bonne Nouvelle.